# 皮约
皮约（法語：Puyoô，法語發音：[pɥijo]）是法国大西洋比利牛斯省的一个市镇，位于该省北部偏西，属于波城区。

## 地理
皮约（43°31'33"N, 0°54'43"W）面积9.32 平方千米，位于法国新阿基坦大区大西洋比利牛斯省，该省份为法国东南部省份，涵盖了贝阿恩与北巴斯克，西临大西洋比斯開灣，北至朗德省，东北接热尔省，东临上比利牛斯省，南与西班牙接壤。
与皮约接壤的市镇（或旧市镇、城区）包括：阿巴斯、奥萨日、贝洛克、拉翁唐、拉穆。
皮约的时区为UTC+01:00、UTC+02:00（夏令时）。

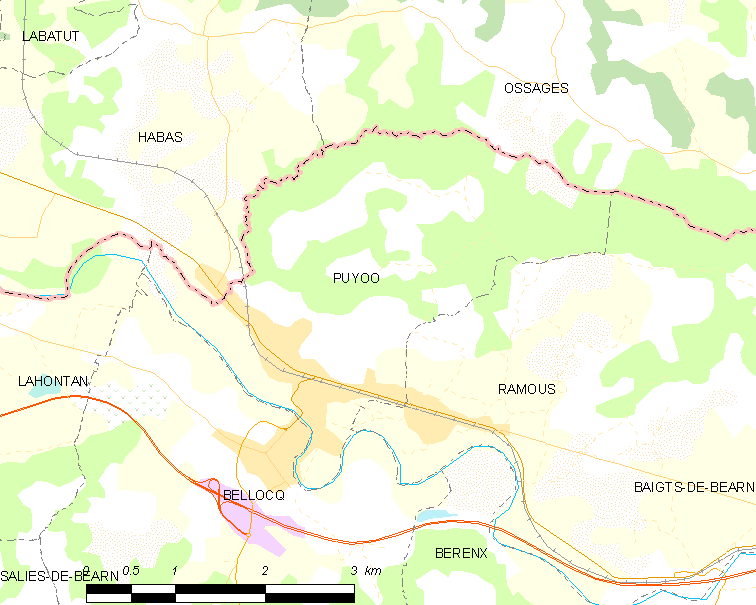
皮约的OSM定位图

## 行政
皮约的邮政编码为64270，INSEE市镇编码为64461。

## 政治
皮约所属的省级选区为奥尔泰兹-激流与盐之地县。

## 交通
大西洋比利牛斯省省道D430线和D817线在境内交汇。皮约站开行前往波城和巴约讷的列车。

## 人口

1962-2008年间皮约人口变化图示

皮约于2022年1月1日时的人口数量为1089人。